# (34201) 2000 QX54
2000 QX54 (asteroide 34201) é um asteroide da cintura principal. Possui uma excentricidade de 0.10791410 e uma inclinação de 9.55062º.
Este asteroide foi descoberto no dia 25 de agosto de 2000 por LINEAR em Socorro.